# Eduart
Eduart (grec: Έντουαρτ) és una pel·lícula dramàtica grega de 2006 dirigida per Angeliki Antoniou. Va ser la presentació de Grècia als Premis Oscar de 2007 per a l'Oscar a la millor pel·lícula de parla no anglesa, però no va ser acceptada com a nominada. També es va presentar al 29è Festival Internacional de Cinema de Moscou.

## Argument
Eduart es va criar en una família maltractadora. Emigra per fer fortuna convertint-se en una estrella de rock.
Tanmateix, mata un home. Ho nega però acaba a la presó. Allà, amb l'ajuda d'un metge alemany, confessa el seu crim i comença el camí de la redempció, acceptant el càstig.

## Repartiment
- Eshref Durmishi com a Eduart
- André Hennicke com a Christoph
- Ndriçim Xhepa com a Raman
- Ermela Teli com a Natasha
- Adrian Aziri com a Elton
- Gazmend Gjokaj com a Pedro
- Manos Vakousis com Giorgos Harisis
- Edi Mehana com a Ali

## Premis
- Festival Internacional de Cinema de Tessalònica 2006: Alexandre d'or, millor director, millor guió, millors decorats, millor música, millor so, millor muntatge, millor vestuari, millor maquillatge, Premi FIPRESCI, premi de la sindicat de tècnics grecs de televisió i cinema
- 2007: 29è Festival de Cinema Mediterrani de Montpeller: Antígona d'or[4]
- 2008: Los Angeles Greek Film Festival: Orpheus a la millor pel·lícula, Orpheus a la millor direcció
- 2008: London Greek Film Festival: millor pel·lícula de ficció